# 2152 Hannibal
2152 Hannibal (1978 WK) là một tiểu hành tinh vành đai chính được phát hiện ngày 19 tháng 11 năm 1978 bởi Wild, P. ở Zimmerwald.